# Émile Digneffe

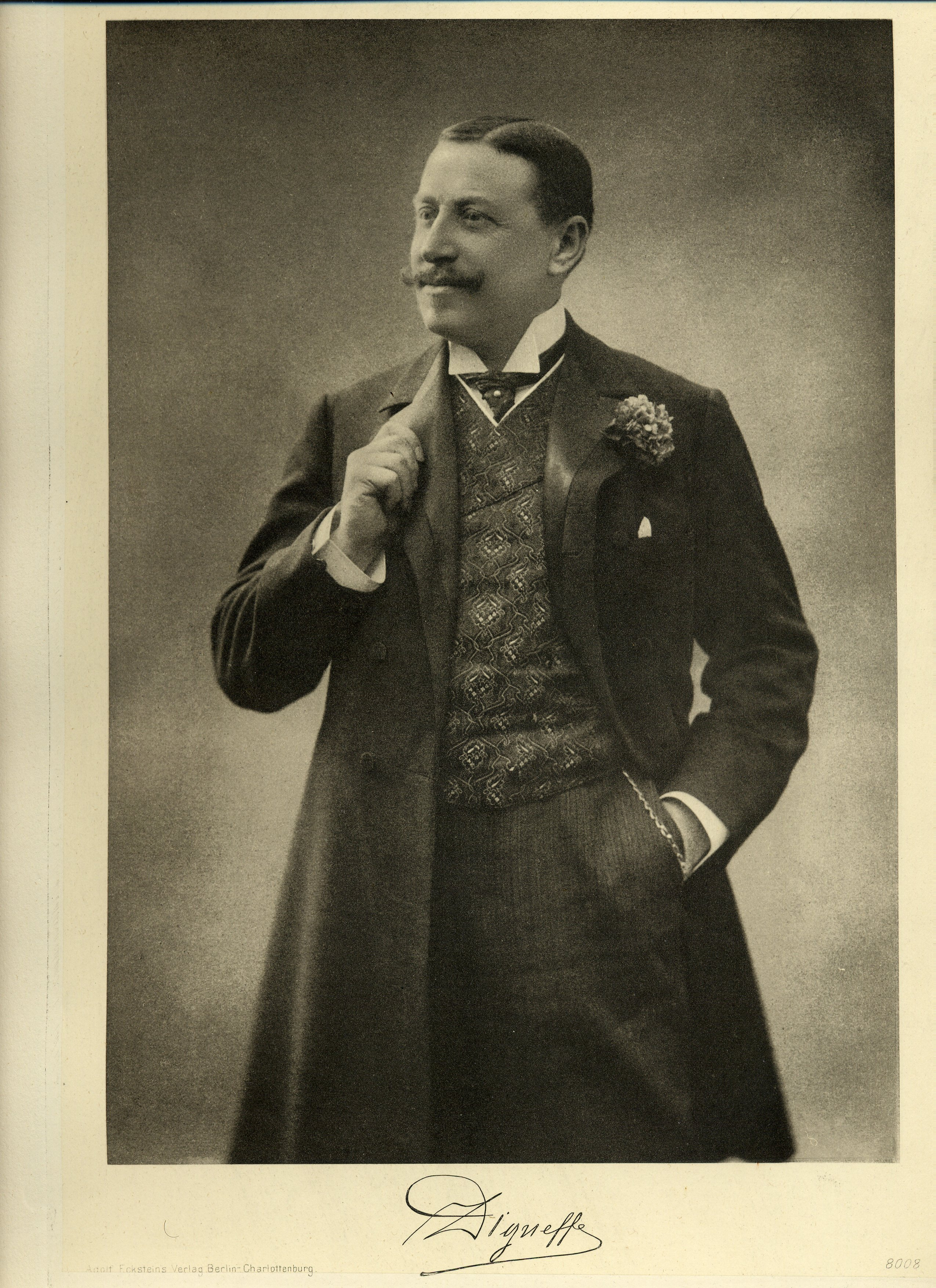
Émile Digneffe

Émile Edouard Charles Henri Digneffe (Luik, 20 december 1858 - aldaar, 16 juni 1937) was een Belgisch liberaal politicus en burgemeester.

## Levensloop
Digneffe werd beroepshalve advocaat en was eveneens industrieel en financier, waardoor hij in vele administratieraden van verschillende belangrijke bedrijven zetelde.
Hij werd tevens politiek actief voor de Liberale Partij en werd voor deze partij in 1887 verkozen tot gemeenteraadslid van Luik, waar hij van 1895 tot 1921 schepen van Openbaar Onderwijs en van 1921 tot 1928 burgemeester was. Nadat hij als schepen tijdens de Eerste Wereldoorlog kritiek had uitgeoefend op de Duitse bezetter, werd hij voor de rest van de oorlog naar Duitsland gedeporteerd.
Van 1919 tot 1936 zetelde hij bovendien in de Belgische Senaat als rechtstreeks gekozen senator voor het arrondissement Luik. Van 1932 tot 1934 was hij voorzitter van de Senaat.
Als militant van de Waalse Beweging zetelde hij van 1912 tot 1914 en van 1919 tot 1937 ook in de Assemblée wallonne. Digneffe was bovendien de grote promotor van de wereldtentoonstelling van 1905 in Luik en de internationale tentoonstelling in Luik van 1930.